# PSV Eindhoven
Maillots
Actualités
Philips Sport Vereniging (en français : Association sportive de Philips), plus connu sous le nom de PSV Eindhoven ou PSV, est un club omnisports néerlandais situé à Eindhoven. Particulièrement renommée, sa section sportive la plus connue est celle du football, qui évolue en première division néerlandaise.
Le PSV est le 2ème club le plus titré des Pays-Bas, après l'Ajax Amsterdam. De plus, le PSV a remporté la Coupe d'Europe des clubs champions en 1988. Les joueurs sont surnommés les « Boeren » (fermiers), à cause de l'emplaçement de la ville hors de la Randstad sur le territoire historiquement plus rural du Brabant. Toutefois, le club et son stade sont symboles de haute-technologie, car il s'agit du club des usines Philips, le plus grand constructeur d'appareils électroniques européen au cours du 20e siècle et co-inventeur du Disque compact (CD).

## Histoire
Le club est créé par les usines Philips le 31 août 1913 afin de célébrer le centenaire de la défaite de la France dans les guerres napoléoniennes. Très tôt[Quand ?] une équipe professionnelle de football est mise en place, réservée aux seuls employés de l'entreprise jusqu'en 1933.
En 1954, le football néerlandais se réforme en se dotant d'une élite à poule unique. Avant cette date, six championnats régionaux existaient, et leurs différents vainqueurs s'affrontaient en fin de saison pour désigner le champion national. En cette période, le PSV obtient douze titres régionaux et trois nationaux.
Le club prend une réelle dimension dans les années 1970. En 1976, le PSV Eindhoven se hisse en demi-finale de la Coupe des champions contre l'AS Saint-Étienne qui l'élimine (1-0, 0-0). La consécration européenne arrive seulement deux ans après par la victoire en Coupe UEFA contre un autre club français SC Bastia en 1978 (0-0 à l'aller à Bastia, 3-0 au retour à Eindhoven).

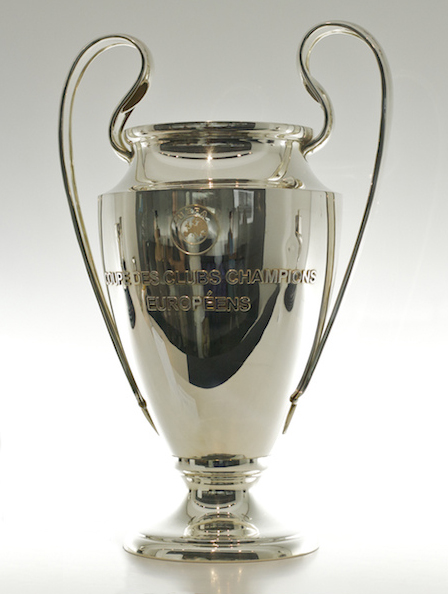
Le PSV Eindhoven champion d'Europe 1988.

En 1988, entrainé par Guus Hiddink et avec une équipe comprenant Ronald Koeman, Eric Gerets Soren Lerby et Wim Kieft, le PSV remporte la Coupe d'Europe des clubs champions pour la première fois de son histoire, en battant le club portugais SL Benfica dans une séance de tirs au but, après avoir éliminé le Real Madrid et les Girondins de Bordeaux. Mais ils ne s'imposent pas en Coupe intercontinentale contre les Uruguayens du Club Nacional à la suite de la séance de tirs au but.
Le PSV adopte alors une politique de recrutement en dénichant des nouveaux talents en Amérique du Sud et en Europe tels que Romário, Ronaldo ou Mateja Kežman, puis plus récemment en Asie avec Park Ji-sung ou Lee Young-pyo. L'équipe de Guus Hiddink affronte l’Olympique lyonnais en quarts de finale de la Ligue des champions 2004-2005. Avec des joueurs comme Phillip Cocu, Mark van Bommel, Ji-Sung Park ou encore le rugueux défenseur brésilien Alex, l'équipe réalise un nouveau grand parcours européen en ruinant les espoirs des champions de France aux tirs au but au terme d’une prolongation marquée par un pénalty non sifflé sur Nilmar (1-1, 1-1 tab 4-2). L'équipe néerlandaise s'arrête en demi-finale de Ligue des champions.
Le club perd ensuite les deux Sud-Coréens, Mark van Bommel, Johann Vogel et Wilfred Bouma, mais parvient de nouveau à se qualifier pour la seconde phase de la C1 la saison suivante. Le PSV se fait éliminer en 8e-de-finale (0-1, 0-4) par l'Olympique lyonnais revanchard.
De 2008 à 2010, Eindhoven ne parvient plus à se qualifier pour la Ligue des champions. Lors d'un match mémorable de la 10e journée du Championnat des Pays-Bas le 24 octobre 2010, le PSV Eindhoven étrille le Feyenoord Rotterdam 10 à 0 avec un triplé de Reis, des doublés de Lens et Dszudzsak, et des buts d'Afellay, Toivonen et Engelaar. Le PSV ne parvient toujours pas à conserver ses meilleurs éléments comme Ibrahim Afellay qui rejoint Barcelone durant l'hiver 2010-2011.
Lors de la 29e journée de Championnat des Pays-Bas le 4 avril 2015, le PSV Eindhoven explose le FC Twente 5 à 0 sur le terrain de Twente avec un doublé de Depay et des buts de De Jong, Bruma et Wijnaldum. Ce soir là, le PSV compte 11 points d'avance sur l'Ajax Amsterdam et fonce vers un 22e titre de champion à cinq journées de la fin. Le 18 avril 2015, le PSV Eindhoven est sacré champion des Pays-Bas pour la 22e fois après une victoire 4 à 1 face à Heerenveen, mettant fin à quatre années de domination de l'Ajax.
Le PSV a conservé son titre de champion en 2016.
Après avoir terminé troisième de la saison 2016-2017, le PSV remporte de nouveau le titre d'Eredivisie en 2018 avec une victoire 3–0 contre l'Ajax, qui était en deuxième position.
En 2021 et 2022, le PSV termine second du championnat derrière l'Ajax,. Invaincus lors des quatre premières journées de championnat 2021-2022, le PSV perd lors des barrages de la Ligue des champions face au Benfica (2-1, 0-0) et est reversé en Ligue Europa.
Avec Ruud van Nistelrooy comme nouvel entraineur pour la saison 2022-2023, l’ex-attaquant du FC Barcelone Luuk de Jong et le gardien Walter Benitez notamment rejoignent l'équipe. Celle-ci remporte la Supercoupe des Pays-Bas le 30 juillet 2022 contre l'Ajax Amsterdam (5-3). En août, le PSV retrouve l'AS Monaco croisé en C3 la saison précédente et élimine cette fois le club français en tour préliminaire de Ligue des champions.

## Structure du club

### Stade
Basé à Eindhoven, il évolue dans le Philips Stadion d'une capacité actuelle de 35 000 places assises. Il est construit à la création du club et se trouve toujours à la pointe en matière d'équipements tout au long de son histoire[réf. nécessaire]. Le stade accueille plusieurs finales européennes et est choisi pour recevoir l'Euro 2000.

### Maillot
Le club possède un sponsor sur son maillot depuis 1982. Jusqu'au terme de la saison 2015-2016, le fabricant, initialement d'ampoules électriques puis d'électronique de divertissement et d’électroménager et à l'origine du club, Philips, en est aussi le sponsor principal. Il reste ensuite comme partenaire secondaire. Pour les deux derniers matchs de cet exercice 2015-16, l'équipementier d'alors Umbro et le PSV créée un maillot hommage basé sur un template simple avec une tenue à dominante rouge dotée d’un col blanc à boutons et accompagnée d’une bande blanche sur les flancs et sur le bord des manches. À cela s'ajoute le logo original du club où l’on retrouve le nom « Philips Sport », tandis qu’au dos du col figure la mention « Proud Of You » (fier de vous).
À partir de la saison 2020-2021, le club a comme équipementier Puma.
Le maillot du PSV Eindhoven 2022-2023 à l’extérieur représente des carreaux comme ce fut le cas par le passé (extérieurs des années 2008 à 2012 puis 2019, et third de 2016 et 2018) mais surtout l’extérieur du Van Abbemuseum, le musée d’art moderne et art contemporain à Eindhoven.

## Palmarès

### Titres et trophées
Avec 26 titres de champion des Pays-Bas, le PSV se situe juste derrière l'Ajax (36). Leurs onze victoires en Coupe KNVB sont les troisièmes plus élevées, après l'Ajax (20) et Feyenoord (13). Le PSV a remporté le plus grand nombre de Bouclier Johan Cruyff jusqu'à présent, avec quatorze. Le doublé a été réalisé quatre fois, celui de 1988 faisant partie du triplé, un exploit réalisé par seulement six autres clubs européens. Entre 1985 et 1989, et entre 2005 et 2008, le PSV a remporté l'Eredivisie quatre fois de suite; les seuls autres clubs à avoir accompli cela (une fois) étaient l'Ajax et HVV La Haye. Ces dernières décennies, l'équipe a constamment lutté pour les premières places du championnat: dans le classement de tous les temps de l'Eredivisie (depuis 1956), le PSV est deuxième derrière l'Ajax. Le PSV participe à une compétition européenne chaque année depuis 1974; seuls le Barcelone (depuis 1959) et l'Anderlecht (depuis 1964) ont une série plus longue en cours.
Willy van der Kuijlen détient actuellement le record du plus grand nombre d'apparitions en championnat et du plus grand nombre de buts en championnat. Il a joué 528 matchs et a marqué 308 buts entre 1964 et 1981. Willy van de Kerkhof a joué le deuxième plus grand nombre de matchs de championnat pour le PSV ; il a participé à 418 matchs en Eredivisie. Le troisième sur la liste est Jan Heintze avec 395 matchs. Le deuxième meilleur buteur du PSV est Coen Dillen, qui a marqué 288 buts. Le troisième sur la liste est Piet Fransen avec 210 buts. Le record du nombre de buts en une saison est de 43, marqués par Dillen lors de la saison 1956-57 ; ce chiffre est également un record national. Un autre record national est le nombre consécutif de minutes sans encaisser de but. Le nombre est de 1 159 minutes, que le PSV a atteint en 2004 avec deux gardiens de but différents : Heurelho Gomes et Edwin Zoetebier. Le montant de transfert le plus élevé que le PSV ait jamais reçu était pour Ruud van Nistelrooy; Manchester United a payé 30 millions d'euros pour l'attaquant en 2001, suivi de près par les 29 millions d'euros payés par Manchester United pour Memphis Depay en milieu d'année 2015,. Le transfert de Mateja Kežman au PSV en 2000 a été le transfert entrant le plus cher ; 11,3 millions d'euros ont été payés à Partizan.
| Compétitions nationales | Compétitions internationales |
| - Championnat des Pays-Bas (26) : - Champion : 1929, 1935, 1951, 1963, 1975, 1976, 1978, 1986, 1987, 1988, 1989, 1991, 1992, 1997, 2000, 2001, 2003, 2005, 2006, 2007, 2008, 2015, 2016, 2018, 2024, 2025 - Vice-champion : 1941, 1962, 1964, 1977, 1982, 1984, 1985, 1990, 1993, 1996, 1998, 2002, 2004, 2013, 2019, 2021, 2022, 2023 - Coupe des Pays-Bas (11) : - Vainqueur : 1950, 1974, 1976, 1988, 1989, 1990, 1996, 2005, 2012, 2022, 2023 - Finaliste : 1932, 1939, 1969, 1970, 1998, 2001, 2006, 2013 - Supercoupe des Pays-Bas (15) : - Vainqueur : 1992, 1996, 1997, 1998, 2000, 2001, 2003, 2008, 2012, 2015, 2016, 2021, 2022, 2023 et 2025. - Finaliste : 1991, 2002, 2005, 2006, 2007, 2018, 2019, 2024 | - Coupe intercontinentale (1) : - Finaliste : 1988 - Coupe d'Europe des clubs champions (1) : - Vainqueur : 1988. - Demi-finaliste : 1976, 2005 - Supercoupe de l'UEFA (1) : - Finaliste : 1988 - Coupe UEFA (1) : - Vainqueur : 1978 |

### Bilan européen
Le PSV Eindhoven a disputé près de 400 matches de Coupe d'Europe au cours de son histoire.
| Compétition              | Titres | P  | M   | V   | N  | D   | BP  | BC  | Diff. |
| ------------------------ | ------ | -- | --- | --- | -- | --- | --- | --- | ----- |
| Ligue des champions (C1) | 1      | 32 | 211 | 78  | 51 | 81  | 292 | 277 | +15   |
| Coupe des coupes (C2)    | -      | 5  | 26  | 14  | 5  | 7   | 52  | 22  | +30   |
| Ligue Europa (C3)        | 1      | 27 | 179 | 90  | 39 | 50  | 305 | 189 | +116  |
| Ligue Conférence (C4)    | -      | 1  | 6   | 2   | 3  | 1   | 11  | 7   | +4    |
| Supercoupe de l'UEFA     | -      | 1  | 2   | 1   | 0  | 1   | 1   | 3   | -2    |
| Coupe intercontinentale  | -      | 1  | 1   | 0   | 1  | 0   | 2   | 2   | 0     |
| Total                    | 2      | 67 | 425 | 185 | 99 | 140 | 664 | 501 | +163  |

## Personnalités du club

### Effectif professionnel actuel
Le premier tableau liste l'effectif professionnel du PSV Eindhoven pour la saison 2025-2026. Le second recense les prêts effectués par le club lors de cette même saison.
En grisé, les sélections de joueurs internationaux chez les jeunes mais n'ayant jamais été appelés aux échelons supérieurs une fois l'âge-limite dépassé ou les joueurs ayant pris leur retraite internationale.

### Joueurs emblématiques
L'attaquant Willy van der Kuijlen est le meilleur buteur de l'histoire du club avec 308 réalisations en 528 matches, de 1964 à 1981. Avec son équipe de presque toujours, il remporte trois Championnats des Pays-Bas (1975, 1976, 1978), dont il est aussi le meilleur réalisateur (311 buts), et une Coupe de l'UEFA, en 1978 en tant que capitaine. Van der Kuijlen est également international néerlandais à 22 reprises (7 buts).

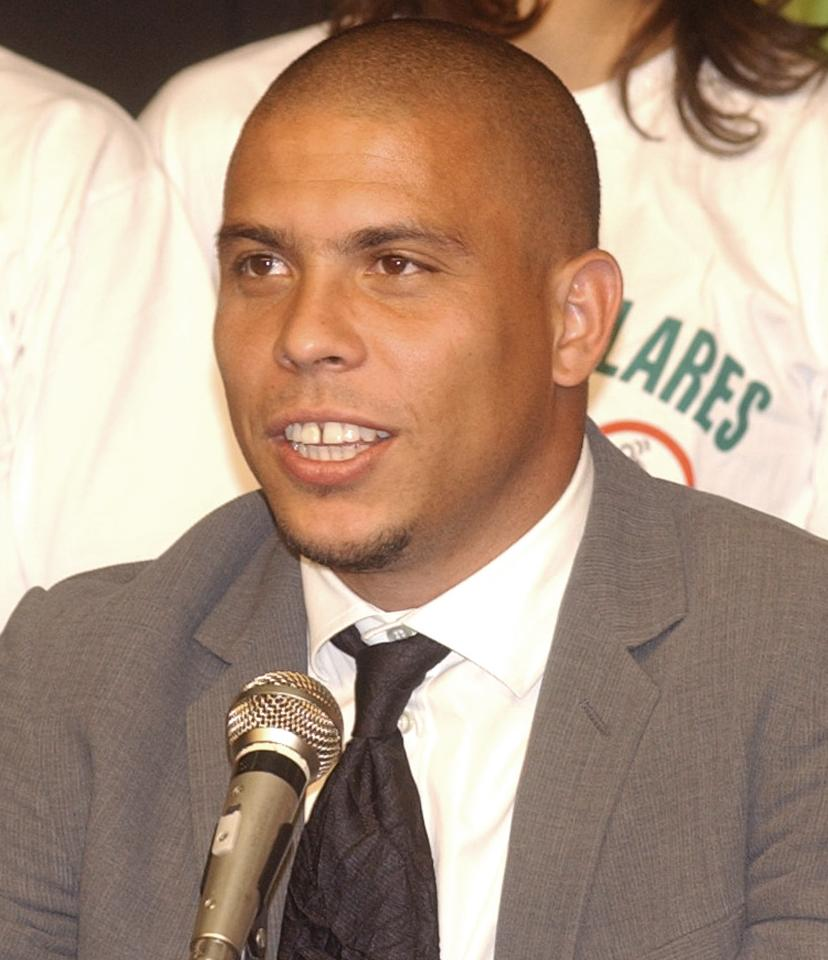
Ronaldo a fait ses débuts en Europe au PSV Eindhoven.

Le club s'est constitué en cumulant titres nationaux et internationaux, un impressionnant palmarès grâce à des joueurs talentueux tels que Ruud Gullit, Ronald Koeman, Mateja Kežman, Romário, Ronaldo, Gheorghe Popescu, Luc Nilis, Philip Cocu, Erik Gerets, Jaap Stam, Ruud van Nistelrooy ou Arjen Robben qui tous laissèrent une trace dans le club. Le club prit une réelle dimension dans les années 1970 grâce à Willy van der Kuijlen, Jan van Beveren, Jan Poortvliet ou Huub Stevens.
Dans les années 1990, le PSV adopte alors une politique de recrutement en dénichant des nouveaux talents en Amérique du Sud et en Europe tels que Romário, Ronaldo ou Mateja Kežman qui après quittent le club pour rejoindre les grands clubs d'Angleterre ou d'Espagne, puis plus récemment en Asie avec Park Ji-sung ou Lee Young-pyo qui depuis sont partis aussi deux ans après leurs arrivées. En effet, malgré leur volonté, le club est incapable de garder ses meilleurs éléments en raison d'un championnat moins attrayant et d'un budget plus restreint. Pour preuve, la campagne européenne qui les mena en demi-finale de Ligue des champions en 2005 a eu pour conséquence les départs des deux Sud-Coréens, de Mark van Bommel, Johann Vogel et de Wilfred Bouma, remplacés par de nouveaux joueurs[Qui ?] nettement moins connus et moins chers.
- Berry van Aerle
- / Ibrahim Afellay
- Adam Maher
- Mark van Bommel
- Wilfred Bouma
- Hans van Breukelen
- Arnold Bruggink
- Philip Cocu
- Memphis Depay
- Luuk de Jong
- Ernest Faber
- Ruud Geels
- Ruud Gullit
- Arie Haan
- Jorrit Hendrix
- Wim Jonk
- René van de Kerkhof
- Willy van de Kerkhof
- Wim Kieft
- Patrick Kluivert
- Erwin Koeman
- Ronald Koeman
- Jeremain Lens
- Ruud van Nistelrooy
- Arthur Numan
- André Ooijer
- Erik Pieters
- Arjen Robben
- Xavi Simons
- Jaap Stam
- Kevin Strootman
- Stan Valckx
- Gerald Vanenburg
- Jan Vennegoor of Hesselink
- Willy van der Kuijlen
- Ronald Waterreus
- Georginio Wijnaldum
- Jan Wouters
- Boudewijn Zenden
- Jeroen Zoet
- Gilles De Bilde
- Eric Gerets
- Dries Mertens
- Luc Nilis
- Timmy Simons
- Alex
- Gomes
- Romário
- Ronaldo
- Lee Young-Pyo
- Park Ji-sung
- Jozef Chovanec
- Arouna Koné
- / Joshua Brenet
- Frank Arnesen
- Jan Heintze
- Søren Lerby
- Flemming Povlsen
- Dennis Rommedahl
- Mika Väyrynen
- Olivier Boscagli
- Balázs Dzsudzsák
- Eiður Gudjohnsen
- Nordin Amrabat
- Ismaïl Aissati
- Zakaria Labyad
- Carlos Salcido
- Jefferson Farfán
- Gheorghe Popescu
- Ovidiu Stîngă
- Dmitri Khokhlov
- Youri Nikiforov
- Tim Matavž
- Mateja Kežman
- Johann Vogel
- / Johan Vonlanthen
- Ralf Edström
- Klas Ingesson
- Andreas Isaksson
- Björn Nordqvist
- Ola Toivonen
- Gastón Pereiro
- DaMarcus Beasley
- Kalusha Bwalya

### Entraîneurs
Le club a connu de grands entraîneurs, notamment Guus Hiddink qui leur a permis de remporter la seule Coupe des champions de leur histoire ou Eric Gerets avec qui ils remportèrent le championnat à deux reprises. Il y eut aussi Ronald Koeman qui succéda à Hiddink avec la lourde tâche de faire aussi bien que son prédécesseur. En 2008, c'est Huub Stevens qui prend les commandes du club mais il est remplacé en cours de saison par Fred Rutten.
Dès le 30 mars 2022 Ruud van Nistelrooy a été annoncé comme le nouvel entraineur du club pour la saison 2022-2023. Celui-ci remporte son premier titre avec le club le 30 juillet 2022 en battant l'Ajax Amsterdam 5-3 en Supercoupe des Pays-Bas.
- Huub de Leeuw (1954-1956)
- Ljubiša Broćić (1956-1957)
- George Hardwick (1957-1958)
- Cees van Dijke (1958-1959)
- Ljubiša Broćić (1959-1960)
- Franz Binder (1960-1962)
- Bram Appel (1962-1967)
- Milan Nikolić (1967-1968)
- Wim Blokland (1968)
- Kurt Linder (1968-1972)
- Kees Rijvers (1972-1980)
- Jan Reker (1980)
- Thijs Libregts (1980-1983)
- Jan Reker (1983-1985)
- Hans Kraay (1985-1987)
- Guus Hiddink (1987-1990)
- Bobby Robson (1990-1992)
- Hans Westerhof (1992-1993)
- Aad de Mos (1993-1994)
- Kees Rijvers (1994)
- Dick Advocaat (199491998)
- Bobby Robson (1998-1999)
- Eric Gerets (1999-2002)
- Guus Hiddink (2002-2006)
- Ronald Koeman (2006-2007)
- Jan Wouters (2007)
- Sef Vergoossen (2008)
- Huub Stevens (2008-2009)
- Dwight Lodeweges (2009)
- Fred Rutten (2009-mars 2012)
- Phillip Cocu (mars 2012-juillet 2012)
- Dick Advocaat (juillet 2012-juillet 2013)
- Phillip Cocu (juillet 2013-juin 2018)
- Mark van Bommel (juillet 2018-décembre 2019)
- Ernest Faber (décembre 2019-juin 2020)
- Roger Schmidt (juillet 2020-juin 2022)
- Ruud van Nistelrooy (juillet 2022-mai 2023)
- Fred Rutten (mai 2023-juin 2023)
- Peter Bosz (depuis juin 2023)

## Anciens capitaines
| Dates     | Nom                  | Notes  |
| --------- | -------------------- | ------ |
| 1983–1985 | Hallvar Thoresen     | ,      |
| 1985      | Willy van de Kerkhof |        |
| 1985–1987 | Ruud Gullit          | ,      |
| 1987–1991 | Eric Gerets          | [ 32 ] |
| 1991–1993 | Gerald Vanenburg     |        |
| 1993–1994 | Erwin Koeman         |        |
| 1994–1995 | Jan Wouters          |        |
| 1995–1998 | Arthur Numan         |        |
| 1998–2000 | Luc Nilis            | [ 33 ] |
| 2000–2005 | Mark van Bommel      | [ 34 ] |
| 2005–2007 | Phillip Cocu         | [ 35 ] |
| 2007–2010 | Timmy Simons         | [ 36 ] |
| 2010      | Ibrahim Afellay      | [ 37 ] |
| 2010–2011 | Orlando Engelaar     | [ 38 ] |
| 2011–2012 | Ola Toivonen         | [ 39 ] |
| 2012–2013 | Mark van Bommel      | [ 40 ] |
| 2013–2015 | Georginio Wijnaldum  | [ 41 ] |
| 2015–2017 | Luuk de Jong         | [ 42 ] |
| 2017–2018 | Marco van Ginkel     |        |
| 2018–2019 | Luuk de Jong         |        |
| 2019–2020 | Ibrahim Afellay      |        |
| 2020–2021 | Denzel Dumfries      |        |
| 2021–2022 | Marco van Ginkel     |        |
| 2022–2025 | Luuk de Jong         |        |
| 2025–     | Jerdy Schouten       | [ 43 ] |